# Jorma Puranen
Jorma Puranen (* 1951 in Pyhäjoki, Finnland) ist ein finnischer Fotograf der Helsinki School.

## Leben
Jorma Puranen studierte von 1973 bis 1978 an der University of Art and Design Helsinki, wo er später einige Jahre unterrichtete.
Im Jahr 2005 wurde er mit der Pro Finlandia Medal ausgezeichnet.
Bekanntere Werkserien sind Shadows, Reflections and All That Sort of Thing, Icy Prospects und Imaginary Homecoming. Seine Arbeiten sind in europäischen Museen vertreten, beispielsweise im Victoria and Albert Museum, der Maison Européenne de la Photographie, der Hasselblad Foundation, dem Stedelijk Museum, dem Moderna Museet und dem Kunstmuseum Stuttgart.

## Publikationen
- Icy Prospects, Berlin/Stuttgart: Hatje Cantz 2009.
- Sixteen Steps to Paradise, Kunstallianz 2011.
- Kat.Ausst.: Paysages - les maîtres d’une école finlandaise: Pentti Sammallahti, Timo Kelaranta, Jyrki Parantainen, Jorma Puranen & Elina Brotherus, Oissel-sur-Seine: Éditions Octopus 2018.